# روبن إل. هاسكيل
روبن إل. هاسكيل (بالإنجليزية: Reuben L. Haskell) هو محامي وقاضي وسياسي أمريكي، ولد في 5 أكتوبر 1878 في بروكلين في الولايات المتحدة، وتوفي في 2 أكتوبر 1971 في الولايات المتحدة. حزبياً، نشط في الحزب الجمهوري. وقد انتخب عضو مجلس النواب الأمريكي.